# Can Tona (Calldetenes)
Can Tona és una masia de Calldetenes (Osona) inclosa a l'Inventari del Patrimoni Arquitectònic de Catalunya.

## Descripció
Masia de planta rectangular, que presenta dues façanes, i coberta a dues vessants. A la façana que mira a migdia, a la part del desguàs, hi ha un portal quadrat d'entrada, al primer pis una finestra de tipus gòtic datada al 1688 i una altra amb una placa commemorativa de l'època que el poeta Verdaguer hi feu estada. Al pis superior s'hi obre un gran porxo. L'altre façana, amb el carener perpendicular, està orientada a llevant. Té un portal d'entrada amb una llinda de pedra que porta la inscripció: "Joseph Tona 1787", accessible mitjançant uns graons que porten directament al primer pis. A la part de llevant de la casa hi ha la cabanya datada del 1865. Els materials constructius són bàsicament pedra i algunes ampliacions fetes amb tàpia. Presenta diferents afegits a la part posterior.

## Història
Les primeres notícies històriques són del 1430 on el mas surt esmentat com a tributari de Vic, junt amb altres 17 masos d'aquest municipi. Fou objecte d'ampliacions i reformes als segles XVII. XVIII i XIX. El seu interès rau en l'estada que hi feu Mn. Cinto Verdaguer del 1862 al 1871, època en què començar a escriure la seva gran obra "L'Atlàntida". Can Tona era el centre dels llocs verdaguerians, molt a prop de la font del Desmai, on es reuniren el jovent del Cercle Literari.